# Насирия
Ан Насирия, познат също и като Насирия (на арабски: الناصرية) е град, административен център на област Ди Кар, Ирак. Населението на града през 2012 година е 273 386 души.

## География
Градът е разположен по брега на река Ефрат, на около 225 мили югоизточно от столицата Багдад. Близо до града са руините на древните градове Ур и Ларса.

## История
Насирия е основан през 1870 от шейх Насир Садун от конфедерацията Мунтафик и носи неговото име. През юли 1915 г., по време на Първата световна война британците завладяват града, управляван по това време от Османската империя.

## Население
По-голямата част от населението на Насирия е съставено от шиитски мюсюлмани.
| Година | Население |
| ------ | --------- |
| 1965   | 59 330    |
| 2012   | 273 386   |

## Култура
В градския музей е изложена голяма колекция с шумерски, асирийски, вавилонски и абасидски предмети.